# Picrocuma poecilotum
Picrocuma poecilotum är en kräftdjursart som beskrevs av Hale 1936. Picrocuma poecilotum ingår i släktet Picrocuma och familjen Bodotriidae. Inga underarter finns listade i Catalogue of Life.